# Edwin Hall
Edwin Herbert Hall (ur. 7 listopada 1855 w Great Falls, zm. 20 listopada 1938 w Cambridge) – amerykański fizyk, odkrywca efektu Halla.

## Życiorys
Ukończył Johns Hopkins University w Baltimore. Efekt Halla został przez niego odkryty w 1879. Sprawdzał wówczas doświadczalnie pogląd Jamesa Clerka Maxwella, że siła przesuwająca przewodnik w polu magnetycznym nie działa na prąd, ale na przenoszący go przewodnik. W swoich doświadczeniach mierzył różnicę potencjałów w poprzek przewodnika umieszczonego w polu magnetycznym. Wynik przedstawił w pracy On a New Action of the Magnet on Electric Currents opublikowanej w American Journal of Mathematics. Na podstawie tych badań uzyskał w 1880 doktorat na Johns Hopkins University. Podobne doświadczenia były wcześniej wykonywane między innymi przez jego promotora Henry'ego Augustusa Rowlanda, jednak były nieudane ze względu na stosowanie zbyt grubych płytek. Hall uzyskał swój rezultat, stosując cienką złotą folię. W 1895 r. objął stanowisko profesora na Uniwersytecie Harvarda. Badał ponadto przewodnictwo cieplne metali oraz zjawisko termoelektryczne. Jest autorem wielu podręczników i instrukcji laboratoryjnych.